# El Berrueco

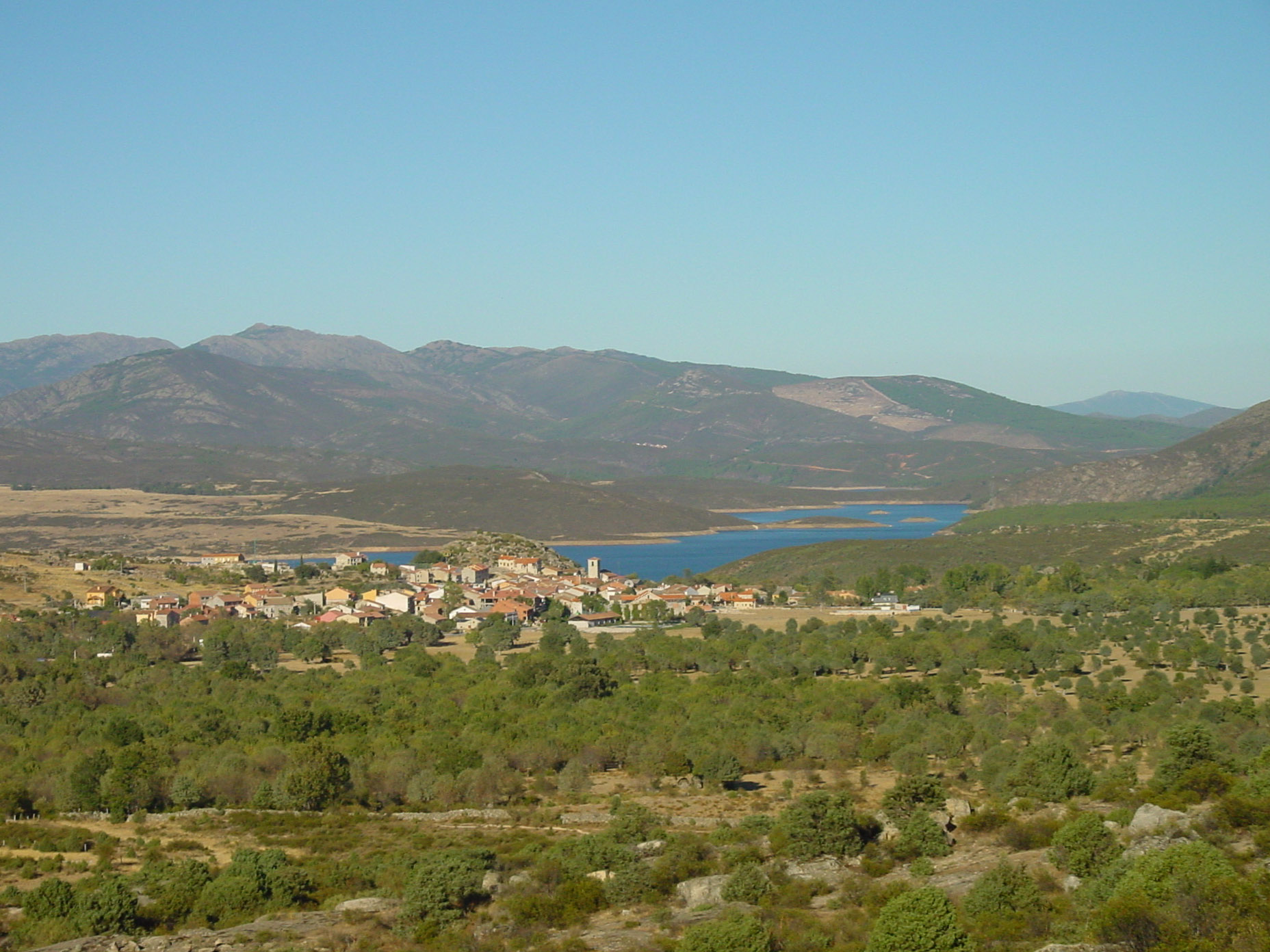
El Berrueco

El Berrueco is een gemeente in de Spaanse provincie en regio Madrid met een oppervlakte van 29 km². El Berrueco telt 752 inwoners (1 januari 2016).
Ajalvir · Alameda del Valle · Alcalá de Henares · Alcobendas · Alcorcón · Aldea del Fresno · Algete · Alpedrete · Ambite · Anchuelo · Aranjuez · Arganda del Rey · Arroyomolinos · Batres · Becerril de la Sierra · Belmonte de Tajo · Berzosa del Lozoya · Boadilla del Monte · Braojos · Brea de Tajo · Brunete · Buitrago del Lozoya · Bustarviejo · Cabanillas de la Sierra · Cadalso de los Vidrios · Camarma de Esteruelas · Campo Real · Canencia · Carabaña · Casarrubuelos · Cenicientos · Cercedilla · Cervera de Buitrago · Chapinería · Chinchón · Ciempozuelos · Cobeña · Collado Mediano · Collado Villalba · Colmenar del Arroyo · Colmenar de Oreja · Colmenarejo · Colmenar Viejo · Corpa · Coslada · Cubas de la Sagra · Daganzo de Arriba · El Álamo · El Atazar · El Berrueco · El Boalo · El Escorial · El Molar · El Vellón · Estremera · Fresnedillas de la Oliva · Fresno de Torote · Fuenlabrada · Fuente el Saz de Jarama · Fuentidueña de Tajo · Galapagar · Garganta de los Montes · Gargantilla del Lozoya y Pinilla de Buitrago · Gascones · Getafe · Griñón · Guadalix de la Sierra · Guadarrama · Horcajo de la Sierra-Aoslos · Horcajuelo de la Sierra · Hoyo de Manzanares · Humanes de Madrid · La Acebeda · La Cabrera · La Hiruela · La Serna del Monte · Las Rozas de Madrid · Leganés · Loeches · Los Molinos · Los Santos de la Humosa · Lozoya · Lozoyuela-Navas-Sieteiglesias · Madarcos · Madrid · Majadahonda · Manzanares el Real · Meco · Mejorada del Campo · Miraflores de la Sierra · Montejo de la Sierra · Moraleja de Enmedio · Moralzarzal · Morata de Tajuña · Móstoles · Navacerrada · Navalafuente · Navalagamella · Navalcarnero · Navarredonda y San Mamés · Navas del Rey · Nuevo Baztán · Olmeda de las Fuentes · Orusco de Tajuña · Paracuellos de Jarama · Parla · Patones · Pedrezuela · Pelayos de la Presa · Perales de Tajuña · Pezuela de las Torres · Pinilla del Valle · Pinto · Piñuécar-Gandullas · Pozuelo de Alarcón · Pozuelo del Rey · Prádena del Rincón · Puebla de la Sierra · Puentes Viejas · Quijorna · Rascafría · Redueña · Ribatejada · Rivas-Vaciamadrid · Robledillo de la Jara · Robledo de Chavela · Robregordo · Rozas de Puerto Real · San Agustín del Guadalix · San Fernando de Henares · San Lorenzo de El Escorial · San Martín de la Vega · San Martín de Valdeiglesias · San Sebastián de los Reyes · Santa María de la Alameda · Santorcaz · Serranillos del Valle · Sevilla la Nueva · Somosierra · Soto del Real · Talamanca de Jarama · Tielmes · Titulcia · Torrejón de Ardoz · Torrejón de la Calzada · Torrejón de Velasco · Torrelaguna · Torrelodones · Torremocha de Jarama · Torres de la Alameda · Tres Cantos · Valdaracete · Valdeavero · Valdelaguna · Valdemanco · Valdemaqueda · Valdemorillo · Valdemoro · Valdeolmos-Alalpardo · Valdepiélagos · Valdetorres de Jarama · Valdilecha · Valverde de Alcalá · Velilla de San Antonio · Venturada · Villaconejos · Villa del Prado · Villalbilla · Villamanrique de Tajo · Villamanta · Villamantilla · Villanueva de la Cañada · Villanueva del Pardillo · Villanueva de Perales · Villar del Olmo · Villarejo de Salvanés · Villaviciosa de Odón · Villavieja del Lozoya · Zarzalejo